# تاريخ قصر فرساي

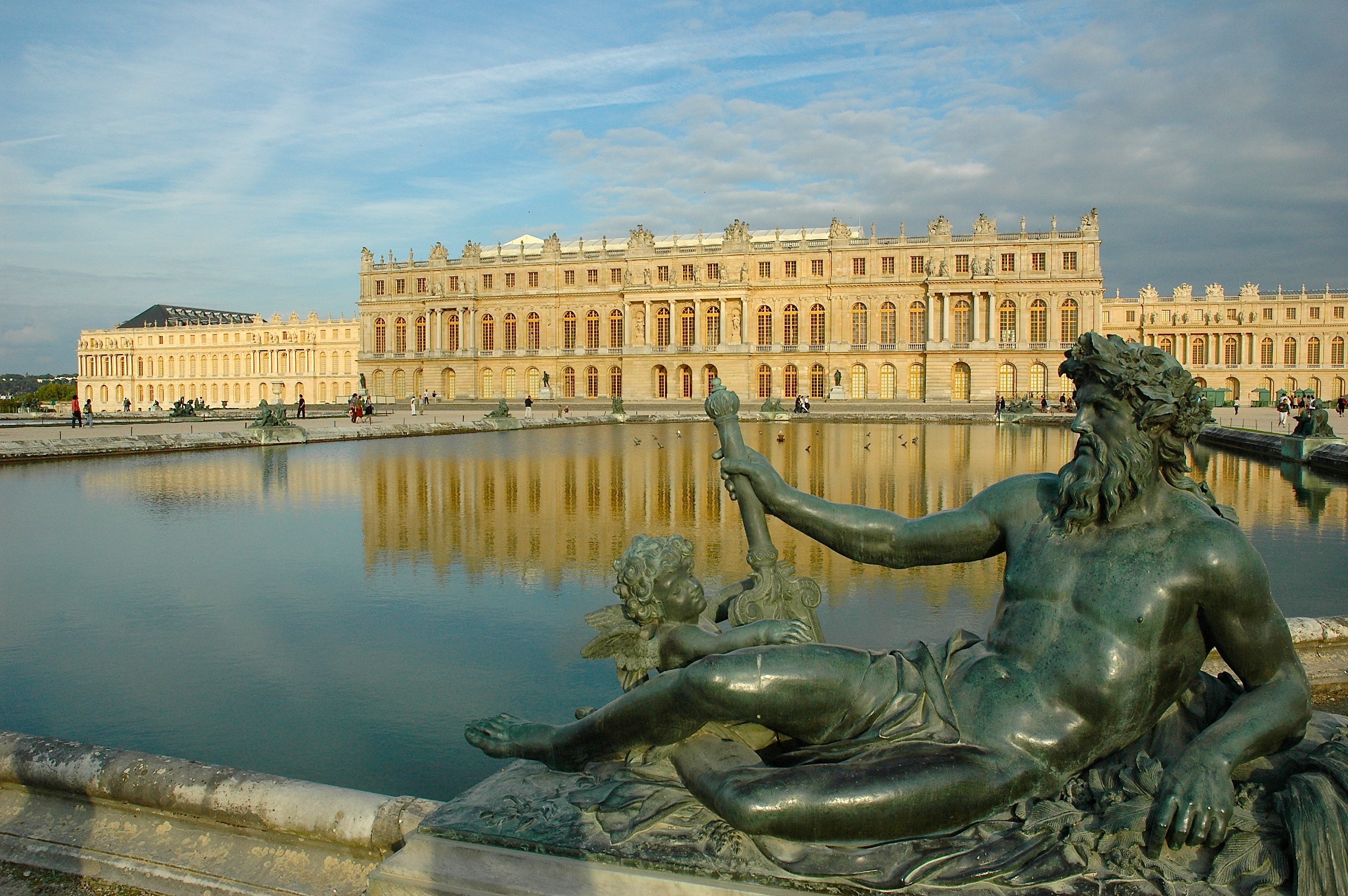
قصر فرساي، إل دو فرانس، فرنسا

قصر فرساي هو قلعة ملكية تقع في فرساي في منطقة إيل دو فرانس الفرنسية. عندما بُنيت القلعة، كانت فرساي مجرد قرية؛ ولكن اليوم تُعتبر فرساي من ضواحي باريس وتبعد حوالي عشرين كيلومترًا عن العاصمة الفرنسية. كان بلاط فرساي مركزًا للسلطة السياسية في فرنسا من عام 1682، عندما قرر لويس الرابع عشر الانتقال من باريس، حتى أجبِرت العائلة الملكية على العودة إلى العاصمة في أكتوبر 1789 بعد بداية الثورة الفرنسية. لا تُعد فرساي مجرد مبنى شهير بل رمزًا لنظام الملكية المطلقة للنظام القديم.

## الأصول
يمكن العثور على أول ذكر لاسم فرساي في وثيقة تعود لعام 1038؛ وهي سند سان بيير دو شارت أبي وكان أحد الموقعين على الميثاق هوغو دو فرساي الذي كان سيغنيور فرساي (سيد إقطاعي).
خلال تلك الفترة، تمركزت قرية فرساي على قلعة صغيرة وكنيسة، وكان الأرض تُحكم من قبل لورد محلي. وفر موقع القرية على الطريق بين باريس ودرو ونورماندي شيئًا من الرخاء ولكن بعد تفشي الطاعون وحرب المئة عام دُمرت القرية بصورة كبيرة وتراجع عدد سكانها بحدة. في عام 1575، اشترى ألبير دو غوندي، وهو مجنس فلورنسي نال حظوةً في بلاط هنري الثاني، إقطاعية فرساي.

## النظام القديم

### لويس الثالث عشر
في بدايات القرن السابع عشر، دعا غوندي لويس الثالث عشر في عدة رحلات صيد في الغابات المحيطة بفرساي. بعد إعجابه بالموقع، أمر لويس ببناء نُزُل للصيد عام 1624. صُمم من قبل فيليبير لو روي، بُني الهيكل، وهو عبارة عن قلعة صغيرة، من الحجر والطوب الأحمر مع سقف قائم. بعد ثماني سنوات، حصل لويس على الإقطاعية من عائلة غوندي وبدأ بتوسيعات للقلعة.
يظهر رسم لفرساي من خريطة باريس التي تعود لعام 1652 لجاك غومبوس تصميمًا تقليديًا؛ مدخل للفناء مع مبنى رئيسي على النهاية الغربية البعيدة، يُحيط بالمبنى الرئيسي جناحين ثانويين على الجانبين الشمالي والجنوبي ويُغلق بحاجز دخول. كانت الأبراج الخارجية المتقاربة تقع على الزوايا الأربع ويُحيط خندق بالمبنى كاملًا. يسبق ذلك جناحي خدمة يشكلان فناءً أماميًا بمدخل ضيق يحدده برجان مدوران. يظهر الرسم أيضًا حديقةً على الجانب الغربي للقلعة بنافورة على المحور المركزي وروضة مستطيلة الشكل مزروعة على الطرف الآخر.
لعب لويس الرابع عشر وصاد في القلعة عندما كان طفلًا. بتعديلات عديدة، أصبح المبنى نواة القصر الجديد.

### لويس الرابع عشر
كان للويس الرابع عشر، خليفة لويس الثالث عشر، اهتمام بفرساي. سكن في نُزُل الصيد في فرساي، وعلى مدى العقود التالية وسّعه ليصبح أحد أكبر القصور في العالم. بدايةً في عام 1661، بدأ المعماري لويس لو فاو ومعماري المناظر الطبيعية أندريه لو نوتر والرسام والمصمم شارل لو برون تجديدًا مفصلًا وتوسعة للقلعة. أنجِز ذلك لإرضاء رغبة لويس الرابع عشر في تأسيس مركز جديد للبلاط الملكي. بعد معاهدة نيميغن عام 1678، بدأ بالنقل التدريجي للبلاط نحو فرساي. أسِس البلاط بصورة رسمية هناك في السادس من مايو 1682.
بنقل بلاطه وحكومته نحو فرساي، أمل لويس الرابع عشر بانتزاع مزيد من السيطرة على الحكومة من طبقة النبلاء ولإبعاد نفسه عن سكان باريس. انبثقت كل السلطة في فرنسا من هذا المركز؛ كان هناك مكاتب حكومية إضافة لمنازل آلاف من أهل البلاط الملكي وحاشيتهم وكل الموظفين المرافقين للبلاط الملكي. من خلال الطلب من النبلاء من طبقة معينة ومراكز معينة بقضاء وقت معين كل سنة في فرساي، منعهم لويس من تطوير سلطتهم المناطقية الخاصة على حساب سلطته وأبعدهم من مواجهة جهوده لمركزة حكومة فرنسا في ملكية مطلقة. تلخصت الآداب الموسوسة والصارمة التي أسسها لويس، التي أثقلت على ورثته بضجرها التافه، في الاحتفالات المدروسة والإجراءات الدقيقة التي تصاحب استيقاظه صباحًا والمعروفة باسم ليفير (الصحو) والتي تُقسم إلى صحو صغير للأشخاص الأكثر أهمية وصحو أكبر للبلاط كاملًا. مثل بقية طرق البلاط الفرنسي، قٌلِّدت الآداب الفرنسية في بلاطات أوروبية أخرى.

وفقًا للمؤرخ فيليب مانسيل، حول الملك القصر إلى:
توليفة لا تقاوم من سوق الزواج ووكالة توظيف وعاصمة ترفيه للأرستقراطية الأوروبية، متباهيًا بأفضل مسرح وأوبرا وموسيقى وقمار وجنس والأهم من ذلك كله الصيد.
أصبح توسع القصر مرادفًا لاستبداد لويس الرابع عشر. في عام 1661، بعد وفاة الكاردينال مازارين، الوزير الأعلى في الحكومة، أعلن لويس أنه سيكون رئيس وزرائه. وُضعت فكرة إنشاء البلاط في فرساي لضمان إبقاء جميع مستشاريه وحكام المقاطعات بالقرب منه. كان يخشى أن يتمردوا ضده ويبدأوا ثورة واعتقد أنه إذا أبقى جميع من يهدده بالقرب منه، فسيكونون عاجزين. بعد وصم نيكولاس فوكيه في عام 1661؛ ادعى لويس أن وزير المالية لم يكن ليتمكن من بناء قصره الكبير في فو لو فيكونت دون اختلاس التاج، استخدم لويس، بعد مصادرة ملكية فوكيه، مواهب لو فاو ولو نوتر ولو برون، الذين عملوا جميعًا في فو لو فيكونت، لحملات البناء الخاصة به في فرساي وأماكن أخرى. بالنسبة لفرساي، كانت هناك أربع حملات بناء متميزة (بعد إجراء تعديلات طفيفة وتوسعات في القصر والحدائق في 1662-1663)، وكلها تتوافق مع حروب لويس الرابع عشر.

#### حملة البناء الأولى
بدأت حملة البناء الأولى (1664-1668) مع مباهج الجزيرة المسحورة عام 1664، وهو احتفال أقيم في الفترة ما بين 7 و13 مايو 1664. احتُفل ظاهريًا بملكات فرنسا -آن النمساوية، الملكة الأم، وماري تيريز، زوجة لويس الرابع عشر- ولكن في الواقع كرمت عشيقة الملك، لويز دي لا فاليير. غالبًا ما يُنظر إلى الاحتفال بذكرى مباهج الجزيرة المسحورة على أنه مقدمة لحرب الأيلولة، التي شنها لويس ضد إسبانيا. تضمنت حملة البناء الأولى (1664-1668) تعديلات في القصر والحدائق لاستيعاب 600 ضيف وُجهت لهم دعوات إلى الحفلة.

#### حملة البناء الثانية
بدأت حملة البناء الثانية (1669–1672) بتوقيع معاهدة إيكس-لا-شابيل التي أنهت حرب الأيلولة. خلال هذه الحملة، بدأت القلعة بامتلاك بعض المظهر التي تتمتع به اليوم. كان أهم تعديل للقلعة هو غلاف لو فاو لنزل الصيد الخاص بلويس الثالث عشر. يحيط الغلاف -الذي يشار إليه غالبًا باسم القلعة الجديدة لتمييزه عن المبنى القديم للويس الثالث عشر- بنزل الصيد في الشمال والغرب والجنوب. لفترة ما بين أواخر عام 1668 وأوائل عام 1669، عندما كان الطابق الأرضي للمغلف تحت التشييد، كان لويس الرابع عشر ينوي هدم قصر والده تمامًا واستبداله بساحة أمامية ضخمة. تخيل تصميم لو فاو امتدادًا كبيرًا للغلاف باتجاه الغرب، ما يتيح بناء صالات عرض ضخمة وسلالم. في يونيو 1669، قرر لويس الرابع عشر الاحتفاظ بنزل الصيد الخاص بوالده، لذلك كان لا بد من إعادة تشكيل الخطط المعمارية للغلاف وتقليص حجم الغرف الجديدة.